# Ókori római naptár
Az ókori római naptár a modern időszámítás elődje, forrása. A rómaiak az évet tizenkét hónapra, 365 napra osztották. A 2. században elterjedt a „hét” időegység használata is. A napot pedig kétszer tizenkét órára osztották.

## A római naptár Caesar reformja előtt
Julius Caesar Kr. e. 46-os reformja előtti római naptár 10 hónapos, összesen 304 napos volt.
A hónapok nevei: Martius, Aprilis, Maius, Iunius, Quintilis, Sextilis, September, October, November és December.
(Az első hónap Marsról (Martius), a második az ősanyaként tisztelt Vénuszról (Aprilis, annak etruszk nevéből), az idősekről Maius (május), Iunius a fiatalokról kapta nevét. A többi hónap egyszerűen a sorszámnevük alapján kapta nevét: Quintilis, Sextilis, September, October, November, December).
Hat hónap 30 napos volt, négy pedig 31 napos. A fennmaradó 61 napot, ami a téli évszakra esett, elhanyagolták.
Valószínűleg e hónapok nem a holdfázisokat követték, hanem a mezőgazdasági munkák időtartama szerinti felosztást. Ez valószínűsíthető abból is, hogy az ősi latin városokban is eltérő hosszúságúak voltak a hónapok: például Albában a március 36, a május 22, az augusztus 18, a szeptember 16 napos volt. Más városokban más volt a hónapok hossza. (Ovidius már a Caesar-reform után írta művét, így abban az szerepel, hogy a romulusi év négy 31 és hat 30 napos hónapból áll). Ebben a hagyományos naptárban két téli hónapnak nem volt neve: ezek az időszakok kiestek a hasznos mezőgazdasági munkavégzés ideje alól, így nem „érdemeltek” külön elnevezést.
Numa Pompilius (a római hagyomány szerint i. e. 715–673), Róma második királya illesztette be a január (Ianuarius) hónapot az év elejére, és a február (Februarius) hónapot az év végére. A februárt i. e. 452-ben áthelyezték január és március közé.
Március, május, quintilis és október 31 napos hónapok lettek, a többi 29 napos, a február kivételével, amely csak 28 napos lett. Ez így picit eltért a szabályos lunatikus évtől. Állítólag tradícióból és vallási hiedelmek miatt nem lehetett az év hosszában páros nap-szám, tehát egy napot hozzáadtak a 354 napos holdévhez, így kapták a 355 napos római évet. Ez már 50 nappal hosszabb volt a régi római évnél. A tropikus év 10,25 nappal hosszabb a római lunárisnál. Ebből következik, hogy a nyári ünnepek évente tíz nappal eltolódtak volna, és húsz év után már télen ünnepelhették volna az aratást.
A dilemmát úgy oldották meg, hogy minden második évben beiktattak egy plusz hónapot, ez volt a mercedonius vagy más néven mensis intercalaris (a mercedonius a merces kifejezésből ered, ami „fizetés”-t jelent, a munkások ugyanis ekkor kapták meg a fizetésüket). Ez a hónap 27, ill. 28 nap hosszú volt, ilyenkor a február 23 naposra rövidült, azaz 22, ill. 23 napot adtak az évhez. Így 4 év hossza = 355 nap + 377 nap + 355 nap + 378 nap = 1465 nap. Ez 4 nappal hosszabb 4 tropikus évnél, ami jobb megközelítést jelent, mint az évi 10 nap eltérés, de még mindig nem elég pontos. A pontifex maximus feladata volt időnként egy nap kihagyatása, hogy a lunáris év megfeleljen a szoláris évnek, ez azonban gyakran politikai okokból nem valósult meg. A rómaiak sokáig nem használták a „hét” időtartamot. A hónap tört részeit három speciális naphoz viszonyították:
- Kalenda: a hónap első napja mindenkor (ebből ered a „kalendárium” szavunk)
- Nona: a Hold állásától függött (félhold), általában az 5., ill. 7. nap
- Idus: a telehold napja, általában a 15., ill. 17. nap a hónapban

Ezek alapján egy római hónapban a napok számozása a következőképpen alakult:
- március kalendája = március 1.
- öt nappal március nonája előtt = március 2.
- négy nappal március nonája előtt = március 3.
- három nappal március nonája előtt = március 4.
- két nappal március nonája előtt = március 5.
- egy nappal március nonája előtt = március 6.
- március nonája = március 7.
- 7 nappal március idusa előtt = március 8.
- 6 nappal március idusa előtt = március 9.
- 5 nappal március idusa előtt = március 10.
- 4 nappal március idusa előtt = március 11.
- 3 nappal március idusa előtt = március 12.
- 2 nappal március idusa előtt = március 13.
- 1 nappal március idusa előtt = március 14.
- március idusa = március 15.
- 14 nappal április kalendája előtt = március 16.
- 13 nappal április kalendája előtt = március 17.
- 12 nappal április kalendája előtt = március 18.
- 11 nappal április kalendája előtt = március 19.
- 10 nappal április kalendája előtt = március 20.
- 9 nappal április kalendája előtt = március 21.
- 8 nappal április kalendája előtt = március 22.
- 7 nappal április kalendája előtt = március 23.
- 6 nappal április kalendája előtt = március 24.
- 5 nappal április kalendája előtt = március 25.
- 4 nappal április kalendája előtt = március 26.
- 3 nappal április kalendája előtt = március 27.
- 2 nappal április kalendája előtt = március 28.
- 1 nappal április kalendája előtt = március 29.
- április kalendája = április 1. és így tovább.

A január és február hónap bevezetése megbonyolította az év kezdetének kiszámítását. Az új rendszerben január lett az év első hónapja, névadója, Janus a kezdet és vég kétarcú istene. Február (kb. megtisztulás hónapja) hónapra kerültek a korábbi üres, névtelen hónapokat befejező megtisztulási és bűnbánó ünnepek. Ez volt az év legrövidebb hónapja és az is maradt a mai napig. A két új hónap bevezetése következtében azonban megváltozott a hagyományos dátumok sora, a korábbi évkezdet márciusban volt, és a két consul hivatali ideje is március 15. körül kezdődött. I. e. 153-ban ezt megváltoztatták és áttették január elsejére. Ettől kezdve fokozatosan szűnt meg a kettősség, és egyértelműen a Janus istenről elnevezett hónap első napja lett az év első napja is.
A római lunáris év és a tropikus év közti különbség harminc év alatt már egy hónapnyira nőtt, ami mind az állami, mind a vallási életben komoly problémákhoz vezetett (pl. nyáron kellett volna ünnepelni egy jellegzetesen tavaszi ünnepet). A naptár időnkénti kiigazítása, bizonyos számú napok törlése a pontifex maximus és pontifexek testületének feladata volt, a főpapok azonban meglehetősen rendszertelenül, vagy egyáltalán nem tettek eleget ezen kötelességüknek. Gyakran következetlenség uralkodott a tekintetben, hogy mikor és miért iktatnak be, illetve törölnek napokat. Ezt néha gazdasági érdek befolyásolta vagy az egyes hivatalnokok hivatali évének meghosszabbítása. A folyamatos polgárháborús zűrzavarban a helyzet odáig fajult, hogy a naptár már kb. három hónappal eltért a valós időtől. Ez vezetett el Julius Caesar reformjához, a róla elnevezett julián naptár bevezetéséhez.

## Caesar naptárreformja
Caesar i. e. 46-ban pontifex maximusi, consuli, dictatori minőségében helyreállította az eltolódást az időszámítás és a valóságos idő között. Ebben az évben a szökőhónapon felül két plusz rendkívüli hónapot iktatott be, február után 23 napot, november után plusz 33 és 34 napos hónapokat így ez az év lett a leghosszabb a történelem folyamán, 445 napos volt. Ugyanakkor ez a módosítás lehetővé tette, hogy a naptár visszatérjen az égitestek járásának követésére, és hogy az ünnepek a helyükre kerüljenek. A hónapok felváltva 31 és 30 naposak lettek, kivéve a februárt, amely csak szökőévben 30 napos, amúgy 29.
Szoszigenész alexandriai csillagász útmutatásait követve a dictator egyiptomi mintára az úgynevezett tiszta napévet vette alapul, és ezt osztotta tizenkét részre. (Az egyiptomi naptár már az óbirodalom idején is napévvel számolt, de csak 365 napos évvel, figyelmen kívül hagyva a negyed töredéknapot. Bár a jelenség ismert volt, hagyománykövetésből és az egyszerűség kedvéért nem változtattak rajta, ez az egyiptomi naptár csúszásához és a Szóthisz-ciklus kialakulásához vezetett.)
Mivel a csillagászati napév megközelítőleg 365 1/4 napból áll, Caesar változtatása értelmében az évek 365 naposak lettek, és minden negyedik évben az év második hónapjában (február) 23. és 24. között egy úgynevezett „szökőnap”ot iktattak be, így küszöbölve ki a négyévenként mutatkozó, nagyjából egynapnyi eltérést. A szökőnap neve diem bis sextum volt, ami annyit tesz: a március kalendje előtti „másodszori” 6. nap.
Caesar naptárreformja, amely tulajdonképp egy i. e. 238-ból származó III. Ptolemaiosz-féle rendelet megvalósítása volt, egyesült a római lunáris naptár hagyománya, az egyiptomi szoláris naptár és a hellenisztikus csillagászat eredményei. Ez a naptárrendszer olyan sikeresnek és jónak bizonyult, hogy a nyugati kultúrkörben gyakorlatilag a mai napig ezt a naptárat használjuk. Egyben szolgálta a birodalom egységét is, és a julián naptár fokozatosan kiszorította a hagyományos naptárokat a mindennapi életből. (Szakrális célokra a birodalom egyes népei továbbra is használták a hagyományos lunáris naptárukat, így például a zsidók is.)
Caesar érdemei elismeréséül a senatus a Quintilis hónapot Iuliusnak nevezte át. Ebben a hónapban született Caesar, valószínűleg i. e. 100-ban, ezért esett erre a hónapra a választás.

## Augustus naptárreformja
A város alapítása szerinti (ab urbe condita) AUC 748.-ra (Kr.e. 6.) a tavaszpont már három nappal korábbra jött, mert AUC 712-745 (Kr.e. 42 - Kr.e. 9) között nem minden negyedik évben, hanem minden harmadik évben iktattak be szökőnapot, a szükséges kilenc helyett összesen tizenkettőt. Azért, hogy a tavaszpont az elcsúszott március 18.-ról ismét március 21.-re essen, ugyan AUC 749, 753 és 757 (Kr.e. 5, Kr.e. 1 és Kr.u. 4) a négy éves rendszer szerint szökőév lett volna, de kihagyták ezeket az előzőleg feleslegesen beiktatott három szökőnap elporlasztására. Augustus elrendelte, hogy AUC 761 szökőév, és innentől kezdve minden negyedik év szökőév. Ez különösen szerencsés választás volt az utókor szempontjából, mert ez az év a Krisztus szerinti időszámítás 8. évére jött ki, így a keresztény időszámítás meghagyta a szökőévek római rendszerét, mivel így a szökőév mindig 4-gyel osztható évre esik.
Érdemei elismeréseképpen a Sextilis hónapot átnevezték augusztusra, ami ekkor még 30 napos volt, de a februárból elvett egy nappal 31 napos lett (ha a Július 31 napos, akkor Caesar utódának és szellemi örökösének is ennyi jár), a február pedig így 28, illetve szökőévben 29 napos. Hogy ne legyen három 31 napos hónap egymás után, a szeptember és a november 31 helyett 30 napos, az október és a december 30 helyett 31 napos lett. Octavianus augusztus hónapban volt először consul, és ebben a hónapban foglalta el Egyiptomot, actiumi győzelme után, szeptember 23.-án született, a művelet eredményeképpen az őszi napéjegyenlőség így már a születésnapjára esik. Ezzel véglegesen kialakult a ma is használt hónapnevek sora és a hónap napjainak a száma. Később még voltak javaslatok a hónapnevek módosítására, de például Tiberius elhárította azt a kezdeményezést, hogy róla nevezze el a senatus az augusztus utáni hónapot, illetve egyes császárok módosítottak, de ezek nem lettek véglegesek.

## Gergely-naptár
A julián naptárnak egy csekélynek tűnő hibája azonban volt: a napévet kerekítette (365 és ¼ napra), mint minden naptár. Ez a valóságban azonban 11 perccel és 13 másodperccel hosszabb, és ez a különbség az évszázadok alatt felhalmozódott. Ezt küszöbölte ki a XIII. Gergely pápa-féle reform, amikor 1582-ben módosította kissé a hagyományos rendszert. Ekkor már a fenti különbség miatt 11 napos differencia volt a valós idő és a naptári dátum között, ezért ebben az évben október 4. után október 15. következett, ami nem változtatta meg a hetek napjainak rendjét (csütörtök volt 4-e, péntek 15-e). Ezenkívül kissé módosították a szökőévek rendszerét, oly módon, hogy 400 év alatt 3 szökőnapot kihagytak a szökőévek sorából, mégpedig úgy, hogy a 100-zal osztható évekből törölték február 29-ét, kivéve a 400-zal is oszthatóakat.
Mint ismert, nem minden ország vezette be azonnal a Gergely-naptárt. A módosításra épp a legnagyobb vallásháborúk korában került sor, ami oda vezetett, hogy a protestáns országok ragaszkodtak a hagyományos Caesar-féle naptárhoz, és természetesen az ortodox vallás sem fogadta el. (Például Nagy Britannia és gyarmatai csak 1752-ben vezették be a modern naptárt, míg a cári Oroszország az ortodox egyház ellenállása miatt soha, ezért csak az 1917-es forradalom után került rá sor.)